# 高橋紹運
高橋紹運（日语：高橋 紹運（たかはし じょううん），1548年10月25日—1586年9月10日，天文十七年九月二十四日－天正十四年七月二十七日）是日本戰國時代的武將，豐後的戰國大名大友氏的家臣。
父為吉弘鑑理，母為大友義鑑之女。妻有正室齊藤長實之女齊藤鎮實之妹的宋雲院。長子為立花宗茂，次子為高橋統增。幼名千壽丸、彌七郎。號紹運（紹雲）。原名吉弘鎮理，後受大友宗麟之命令繼承筑後高橋氏，改名高橋鎮種。官稱三河守、主膳兵衛。

## 生平

### 年少英邁
紹運為大友家「豐州三老」之一吉弘鑑理的次男，於豐前國筧城出生，元服後從大友義鎮及父親姓名中各拜領一字，初名鎮理。少年時期便是氣度恢宏、重情重義，沉著冷靜思慮深廣之人，寡默之外其言行多是深入事件的要點，並且為人勇敢。

### 初陣撤退戰
永祿4年（1561年）鎮理13歲初陣，作為吉弘軍的一員隨大友軍與毛利軍展開第4次豐前門司城的爭奪戰。由於毛利水軍於此戰先奪得了制海權，大友軍遭到挫敗，為抵擋毛利軍的追擊，鎮理參加了吉弘軍的殿後工作，並且目睹了前輩戶次鑑連（立花道雪）的奮戰，於這場撤退戰之中得到了寶貴的作戰經驗。

### 筑前建軍功
自從毛利家介入北九州的爭奪戰後，勢力不穩的筑前國人如秋月種實、原田親種、以及不滿大友宗麟的高橋鑑種、立花鑑載相繼接受毛利家的寢返而叛亂。
鎮理在參與永祿8年（1565年）的立花鑑載討伐後，永祿9年（1566年）岩屋、寶滿二城主的高橋鑑種因不滿宗麟的政治方向，夥同豐前國、筑前國及肥前國等國人眾一併反亂，宗麟對此派出戶次道雪和吉弘鑑理、臼杵鑑速三將前往鎮壓，鎮理也隨軍參加。
永祿10年（1567年）鎮理隨父鑑理及戶次道雪、臼杵鑑速的進攻下，大友軍勢於7月7日先後在短兵相接，矢雨如注的激戰下攻陷高橋鑑種的岩屋城並包圍寶滿城。11日大友軍齋藤鎮實也於苦戰後於27日接受了筑紫廣門的降服，8月14日大友二萬軍勢於秋月城下的甘木、長谷山一帶和秋月種實對戰，鎮理此時於古處山城下的小石原川的奮戰也不遜於道雪。
15日，種實見邑城休山茄子城遭到攻陷退守至古處山城，大友軍則駐軍於休松一地休息，9月3日，秋月種實夜襲父親吉弘鑑理及臼杵鑑速的陣營，大友軍一時混亂形成同士討的慘況，戶次道雪此時率自軍為殿後援助吉弘、臼杵等軍撤退，鎮理也奮力抵擋追兵，終使秋月軍轉為撤退。
永祿11年（1568年）2月立花山城主立花鑑載受到毛利元就策反再次反叛大友家，筑前与力眾的薦野宗鎮此時為了貫徹對大友家的忠義不支持鑑載的行動，遭其殺害，鑑載則於4月6日迎來毛利家的清水宗知8千餘人和軍船百餘艘，更聯合原田隆種、原田親種父子與高橋鑑種家臣衛藤尾張守約1萬人於立花山城，4月24日大友軍以戶次道雪、吉弘鑑理、臼杵鑑速、志賀親守3萬餘人包圍了立花山城及其白岳、松尾等七處城、砦，三個月後於7月4日大友軍強攻立花山城，其中鎮理一隊在夜襲立花軍後人數所剩不多並且多數已經餓壞，鎮理此時分發飯團並激勵了士氣。
7月23日立花勢因為道雪的調略而令立花家臣野田右衛門大夫背叛為內應，立花鑑載因而兵敗離城脫逃後自殺，而原田親種，衛藤尾張守以及清水宗知則往中國毛利家方面退卻，立花山城則交由臼杵鎮氏、田北民部丞、津留原掃部助暫時代守。7月29日鎮理隨父鑑理等大友軍將致力於筑前反大友勢力的掃討，不料原田親種，衛藤尾張守以及清水宗知於8月2日突然又進攻立花山城，此時鎮理和兄長吉弘鎮信代父指揮吉弘軍，和臼杵鎮氏合作率軍分斷了衛藤的軍勢，將戰線從立花山城往南移動向香椎、名島，越過多多良濱並從莒崎往博多追擊；最後大友軍以戶次道雪為主力給於敵軍莫大反擊。19日，秋月種實終於因為失去了毛利家的援助而降服大友軍。
永祿12年（1569年）1月，大友宗麟親率大軍征討「肥前之熊」龍造寺隆信，父親吉弘鑑理及戶次道雪先後拒絕了隆信的投降交涉，大友軍於3月開始攻擊，大友諸將領3萬進攻江上武種的勢福寺城並使其降服，後鎮理和兄長鎮信隨父吉弘鑑理於多布施口一地擊敗龍造寺軍主力，欲進擊之時鑑理卻突然發病而錯失良機。一方，在龍造寺隆信的聯絡下毛利元就見隙率吉川元春、小早川隆景、乃美宗勝4萬餘人由吉田郡山城出發經由海路於4月15日包圍立花山城並斷絕水脈，17日在道雪建議下派出城親冬提出與龍造寺的議和。宗麟急令大友軍各將轉向筑前迎戰毛利軍，大友軍3萬於5月5日集結於博多，5月13日毛利軍度過多多良濱川於松原附近放火與大友軍交戰四回，5月18日元春和隆景率毛利軍4萬餘多多良濱，大友軍以道雪、鑑理、鑑速率兵1萬5千分三隊為先陣，之後配置了約2萬的大友軍力與之對峙，這時鎮理和兄長鎮信一同作為吉弘隊先鋒與毛利軍激戰，之後兩軍陷入膠著狀態。10月，毛利元就得到山口高嶺城和月山富田城分別被大內輝弘和山中鹿之介攻擊的消息，立即下令吉川元春和小早川隆景撤退。15日鎮理與兄長鎮信此時又一同領軍進行追擊，擊敗了毛利軍討取3千4百91人。
10月13日，大友三老（道雪、鑑理、鑑速）於「蘆屋會談」中決定攻擊筑前國混亂的元兇高橋鑑種，11月14日於宇美一地布陣，15日於寶滿城九峰觸發鐵砲戰，高橋鑑種透過吉弘鑑理進行了投降，原本道雪打算令其切腹自盡，但是在宗麟心軟之下只將其流放至小倉城。期間於11月9日，大友與毛利兩家和睦成立，殘留在立花山城的乃美宗勝開城接受大友軍的護送回毛利領地，立花山城終於又回歸大友氏，此後短暫由其兄吉弘鎮信代替最初預定為立花山城督的父親吉弘鑑理為城代。

### 高橋氏繼承
大友家在討平了立花鑑載和高橋鑑種後，因為其居城立花山城和岩屋城、寶滿城皆為筑前軍事要地，要是不快點派有能之人鎮守將會重現如多多良濱之戰一樣的窘境戰事，大友宗麟於是考慮由自己信賴的家臣擔任城督之職。由於前岩屋城主高橋鑑種的本家一萬田家與吉弘家有著姻緣關係，宗麟因此考慮到令鎮理之父吉弘鑑理繼承，但是當時鑑理病重不能理事，長子鎮信已經繼承了吉弘家業管理筧城，因此當時在家中人望甚高的鎮理就變成了不二人選，於永祿十二年（1569年）繼承了高橋氏，領岩屋、寶滿二城，並將名字繼承高橋家通字"種"改名為高橋鎮種。而立花氏則由大友家第一名將戶次道雪於元龜二年（1571年）坐鎮於立花山城而繼承，便是世人所熟知的“立花道雪”。
此後，包括鎮種在內的大友氏筑前五城将（道雪、鎮種、鷲嶽城主大津留鎮正、大津留鎮忠、荒平城(安樂平城)主小田部鎮元、柑子岳城主臼杵鎮續、木付鑑實），與筑前、筑後、肥前、豐前諸勢力(秋月種實、筑紫廣門、原田隆種、田原鑑尚、鳥飼氏勝、龍造寺隆信、宗像氏貞、麻生元重、杉連並、問註所鑑景、城井鎮房、長野助盛、千手宗元)等爭戰不斷。

### 筑前防衛線
天正6年（1578年）大友家於耳川大敗於島津家，鎮種之兄吉弘鎮信以及鎮種之妻宋雲院的兄長齋藤鎮實、角隈石宗、佐伯惟教及田北鎮周等大友家將領皆壯烈戰死於此役，使得大友家逐漸式微，筑前國人如秋月、原田、宗像、草野等再次大規模反叛。
12月1日，道雪與紹運在筑前的領地進行了全面性的軍事物資動員防衛體制，各自在立花山城、寶滿山城、岩屋城進行籠城防備戦，其中道雪的養子・筥崎座主安武方清率4百餘僧兵與其家臣城戶知正、城戶清種父子亦加入防衛，與龍造寺隆信、秋月種實、筑紫廣門等對峙拒戰。廣門派家臣島鎮慶為使者一時謀騙了道雪進行講和，隆信遂班師。
12月3日，秋月種實聯合筑後豪族問註所鑑景、筑紫廣門約4~5千人攻擊岩屋、寶滿城因為紹運的防戰未果，後於4日種實率綾部駿河守、内田善兵衛、横田讃岐守、上野四郎右衛門、木所刑部丞、長谷山民部少輔、熊江修理亮、芥田惣六兵衛等家臣4千餘騎在柴田川和立花高橋軍2千騎對峙並進行弓矢對射，但立花高橋軍的兵力處劣勢而再交戰不久便撤退至山野之中，此時種實於晚上追擊，反被立花高橋軍以由布惟信、小野鎮幸、薦野增時、綿貫吉兼、竹迫連種、竈門鎮意、成富左衛門分別從山路埋伏夾擊，並且紹運在二日市、針摺一帶佈置噓旗馬印，種實中計退回居城損失三百多兵力。隨後又攻下筑紫広門家臣帆足彈正所鎮守之武藏城。同年12月11日，龍造寺隆信聯合筑紫廣門、秋月種實的兵鋒侵入筑前威脅寶滿、立花城，紹運與道雪出兵對抗。
12月3日，秋月種實聯合筑後豪族問註所鑑景、筑紫廣門約4~5千人攻擊岩屋、寶滿城因為紹運的防戰未果，後於4日種實率綾部駿河守、内田善兵衛、横田讃岐守、上野四郎右衛門、木所刑部丞、長谷山民部少輔、熊江修理亮、芥田惣六兵衛等家臣4千餘騎在柴田川和立花高橋軍2千騎對峙並進行弓矢對射，但立花高橋軍的兵力處劣勢而再交戰不久便撤退至山野之中，此時種實於晚上追擊，反被立花高橋軍以由布惟信、小野鎮幸、薦野增時、綿貫吉兼、竹迫連種、竈門鎮意、成富左衛門分別從山路埋伏夾擊，並且紹運在二日市、針摺一帶佈置噓旗馬印，種實中計退回居城損失三百多兵力。隨後又攻下筑紫広門家臣帆足彈正所鎮守之武藏城。同年12月11日，龍造寺隆信聯合筑紫廣門、秋月種實的兵鋒侵入筑前威脅寶滿、立花城，紹運與道雪出兵對抗。

天正7年（1579年）1月中旬，筑紫、秋月兩家又侵攻岩屋城，岩屋城代屋山種速及關善虎、關內記父子漂亮的將之擊退。
3月秋月種實聯合筑紫廣門和豐前國人城井、長野、千手、齋藤、上原及筑前國人宗像彈正、麻生元重、田原鑑尚、杉連並等諸豪族內通約定反叛大友家。
同時大友宗麟為對應筑前、豐前諸豪族之叛亂於3月派出豐後的家老志賀親守進駐筑前岩門城，率筑前國人小田部鎮元、大津留鎮正2千餘兵，於3月13日進攻於太宰府石坂佈陣包圍岩屋城的秋月軍，卻遭到杉連並、麻生元重、宗像彈正、許斐氏備、田原鑑尚呼應秋月軍出兵遮斷其退路，紹運因此於筑前石栗嶺對戰秋月種實將之擊破(第一次太宰府石坂・石栗嶺之戰)，一方面道雪則擊退宗像、田原等，使志賀親守得以還軍岩門城，小田部及大津留也撤退回本城。
4月18日、原田隆種呼應秋月家的起兵與筑紫廣門進攻小田部鎮元的安樂平城(第一次荒平城攻略戰)，但鎮元集曲淵城及鷲嶽城之兵力果敢反擊而未被攻下。
然而在高橋紹運率兵援助安樂平城時，秋月種實又趁機出兵岩屋城聯合宗像、杉兩軍包圍志賀親守並於針摺布陣，紹運對此也往二日市與之對陣(筑前針摺・二日市之戰)，並散播大友方於筑紫方面的援軍朝夜須郡前來的虛報，秋月種實再次中計退回居城。
7月27日，秋月、筑紫、原田3千聯軍又偷襲大宰府，道雪聯合紹運出兵2千8百兵力對峙，以紹運1千對筑紫、道雪1千5對秋月、並另派薦野增時以游擊隊3百埋伏於觀世音寺，一氣呵成將之擊退。(第一次太宰府觀世音寺之戰)
9月6日秋月種實又進攻寶滿城，道雪和紹運於寶滿山城下吉木一地將其擊退。
9月15日，道雪、紹運、志賀親守為討伐原田親秀進行軍議，決定由紹運留守防備秋月、筑紫，志賀親守率大津留鎮正及小田部勢殘兵攻向高祖山日向崖，道雪則合木付鑑實共3千5百餘騎，以小野鎮幸、由布惟信5百為先鋒進軍高祖山城並放火燒村，原田親秀以一族之擅長軍事兵法的勇將原田林慶指揮波多江、吉井等為大將率6千出擊，分別將道雪、志賀軍衝散並逐漸聚集當地鄉士之兵力，追擊道雪軍至生松原(第四次生松原之戰)，此時林慶見道雪背後河川滿潮，認為道雪之兵比起溺死將會轉而奮鬥攻擊自軍，因而打算待其退潮，同時小野鎮幸也向道雪提出該利用此背水之陣令士兵突擊敵陣，兩軍互相觀察，隨後小野、由布率5百分左右進擊，道雪後陣遂追擊將原田軍打回高祖山城，林慶則在小野、由布及薦野增時、立花成家父子、丹親次的夾攻下兵卒殆盡遭小野鎮幸討殺，於高祖山山腰處的妙立寺防守的原田種守千5百騎也被擊破，種守以下數十騎戰死。道雪軍攻破三之丸、二之丸後遂放火燒城返回生松原執行首實驗後回軍立花山城。
9月18日道雪聯合紹運攻入鞍手郡放火燒杉連並諸城誘秋月種實出戰，種實於是令田原鑑尚、杉、宗像等舉兵欲襲其後，對此道雪與紹運轉進宗像領地，與志賀親守合流軍勢，於是田原鑑尚投降於志賀親守並獻出津久見嶽城寨(鶫城)，但被道雪以對大友家無功勞並且反叛為由協議志賀親守將其誅殺，隨後繼續攻略杉、麻生等叛軍。
9月29日道雪與紹運又於筑前嶺擊退秋月種實至那珂郡彌永(現南區 (福岡市))一帶。
10月24日龍造寺隆信因9月底大友方木付鑑實糧盡棄柑子嶽城出走而減少一大障礙後，派出家臣執行總兼、大田兵衛3千餘人聯合筑紫廣門攻擊大津留鎮忠的鷲嶽城，紹運出兵於那珂郡山田山和隆信對陣為大津留鎮忠的後援而使大田、筑紫兩將撤退，但11月15日筑紫廣門又派兵游擊偵查，紹運因此鎮守於筑前岩門(戶)城一帶監視，同時秋月種實又率恵利暢堯、長谷山民部、内田善兵衛、板並左京5千餘騎偷襲岩屋城，紹運又回軍岩屋並於半路以成富左衛門、土岐大隈、荒川隠岐、萩尾麟可打擊筑紫勢2千兵的追擊，重整岩屋城的兵力後於太宰府東南方的高雄山率屋山種速、竈門鎮意、土岐大隈、福田民部對戰四千秋月軍，秋月軍因紹運的火攻而有部分撤退，同時道雪出陣牽制筑紫軍並和紹運夾擊令其敗退，終令大津留鎮忠脫險。

天正8年（1580年）3月紹運與道雪又抵擋了秋月種実、筑紫廣門對立花山城的攻勢。
同年8月下旬秋月種實內通了紹運的筆頭重臣・龍城城代北原鎮久。由於鎮久早因為大友家逐漸勢微，覺得高橋家於筑前被敵對勢力圍繞難以生存，而想投靠秋月家，並向紹運如此建議，但紹運仍然不為所動，於是鎮久計畫追放紹運，聯合秋月家另尋高橋家當主，然而知曉這項計畫的高橋家臣伊藤源右衛門不顧洩漏密謀將被誅殺的危機，毅然通知了紹運，於是紹運在10月2日，邀請鎮久登岩屋城之時，安排萩尾治種、內山田下野守埋伏殺了鎮久，而鎮久之子北原種興原本打算聯合一族為父報仇，但紹運以書信告知種興：「你的父親內通秋月家將給高橋家帶來禍害，於是不由得將他殺害，但是你的忠誠心我非常清楚，由於你和這件事毫無關係沒有參予謀反，因此勿對我起疑心，殺你父親實在是百般無奈，然而對此反叛之人不誅不行，現在令你為北原家當主，希望能洗刷你父的污名盡忠。」並將鎮久的領地全交由種興繼承，而種興了解了事情之原委是秋月種實作祟之故，並發誓對高橋家盡忠而將喪父之恨轉向秋月。
9月26日紹運和道雪於穗波一帶擊退秋月種實。(第一次嘉麻・穗波之戰)
10月16日，立花高橋軍伏3千兵在八木山石板道，以2千7在石坂道出口的大日寺佈陣並以十時連貞等足輕2、3百出擊嘉麻・穗波放火，秋月方井田親氏從古處山率1千至穗波，十時連貞偽退引誘親氏追戰7里(30公里)至大日寺，此時親氏軍勢疲勞，立花高橋伏兵起，親氏軍潰敗，連貞與親氏單挑將其討殺。 (第二次嘉麻・穗波・八木山之戰。秋月方記為石垣山之戰)
10月18日，紹運利用北原鎮久之事將計就計，以種興寫書信通知秋月家臣內田彥五郎：「我父親與秋月的密約因為被發現而被誅殺，因此我極度怨恨紹運，已有與其一戰致死的覺悟，痛失父親的我即使是當主，也恨不得將其殺之復仇，請在近日派兵至岩屋，開戰之時我將率兵於岩屋放火，待討取紹運後將歸參秋月家。」反過來騙取秋月家進攻，秋月種實不疑有他，派內田彥五郎率5百餘兵前往岩屋城，種興遂在居城‧龍城的蘆木山以酒餚招待秋月軍，至夜晚趁秋月軍兵酒醉睡眠之時，紹運從岩屋城率6百兵與種興進行包圍夜襲秋月軍，自內田彥五郎戰死以下損失3百餘人，其悽慘的戰況被稱為「蘆木的慘劇」。
11月3日，秋月種實為了報內田彥五郎及井田親氏被殺之仇，以問註所鑑景、上野四郎兵衛、惠利暢堯、綾部駿河守率1萬2千軍勢集陣於古處山城下奈須美(茄子見或安見山)之森，但立花高橋軍早已判讀到此行動而以小野鎮幸、由布惟信為先鋒出擊至奈須美，兩軍接觸激戰先以弓鐵砲後槍隊互擊，此時綿貫吉兼、竹迫連種側面游擊秋月軍令其崩潰，道雪紹運又加入攻擊，種實雖然叫陣整軍，但又看到紹運在後方擺出噓旗，怕被斷後而撤退回古處山。大友軍的噓旗實為紹運早先安排好的計策，成功令秋月種實的復仇之戰徒勞無功，而此秋月表之戰又被稱為「血風奈須美之陣」。(後世的人們因此戰而將紹運與道雪・雷神之名並稱為風神。)

天正9年（1581年）7月27日龍造寺隆信聯合筑紫廣門、原田隆種進軍至大宰府，並以筑紫廣門聯合秋月種實侵略筑前岩屋城，紹運與之對峙，道雪另派家臣竹迫統種、薦野增時等將為游擊軍迂迴佈陣於緊鄰太宰府東側的觀世音寺，雖成功於觀世音寺之戰(第二次太宰府觀世音寺之戰)擊退敵軍，但統種等立花家臣戰死甚多。同時於此戰中，立花高橋軍約5千在太宰府及觀世音寺東邊的石坂一地埋伏，紹運以弓、鐵砲、長槍隊分三段佈置於坂上，正面迎擊5千秋月軍，秋月先陣7百人受弓鐵砲的攻擊而退後時，紹運率家臣小島彌兵衛帶頭以3百人為先鋒突擊，手持大長刀左突右迴於千人的敵陣當中，另一邊紹運之子立花宗茂自率150兵力側擊秋月軍，討取了猛將堀江備前，而原先隱兵於松林之中的道雪突然殺出夾擊，秋月軍遂敗。此石坂之戰(第二次太宰府石坂之戰)也是紹運之子立花宗茂的初陣，其優異的表現令道雪正式興起迎統虎為婿養子的念頭。
8月，膝下無子的道雪，向紹運提出希望其長子高橋統虎能繼承立花家，起初紹運因為統虎優秀的資質和器量，以及身為高橋家重要的繼承人而拒絕，但是在道雪數度的懇求之後，統虎終於成為了道雪的婿養子，於8月18日令統虎（立花宗茂）和道雪女兒立花誾千代結婚，統虎因而繼承立花氏，高橋氏則由紹運次子高橋統增為繼承人。
11月6日，大友宗麟為了援助被秋月種實、問註所鑑景夾擊的家臣朽網鑑康，而命道雪、紹運、宗茂出陣，立花高橋共率5千兵力再次對秋月氏的嘉麻、穗波一帶攻略，當立花高橋軍收到豐後的大友軍將於原鶴一帶迎擊秋月軍後，於回軍途中遭到秋月軍上野四郎兵衛、坂田勘解由左衛門實久以及豐前、筑前國人眾長野、城井、千手、杉約8千騎的追擊，立花高橋軍利用地形於八木山的石坂道的大日寺口埋伏，於大日寺前的潤野原反擊敵軍後又往南追擊至土師村，兩軍的激戰使立花高橋軍損失3百餘人，秋月軍坂田實久等戰死7百60人，道雪的軍師大橋京林因此在八木山當地建立千人塚。此戰是為潤野原合戰。

天正10年（1582年）9月底，筑紫廣門入侵紹運轄內的御笠郡，紹運與筑紫勢拉据了五、六日後，逼退了筑紫勢。10月2日，秋月種實又趁隙攻下紹運領地・上穗波郡的米之山城，紹運迅速出兵於當日隨即對戰秋月軍奪回了米之山城，道雪派吉田兼正援助紹運，追擊討取2百餘人。
同年12月22日攻入宗像領地，侵攻宗像家至天正11年（1583年）3月16日的吉原口防戰討取了吉原貞安後又於4月23日攻落宗像家的許斐岳城，氏貞只能退往白山城，遂驅逐了宗像勢力，同時從屬於秋月家的香春岳城・龍德城主杉連並畏懼大友軍而投降。
同天正11年1月期間，筑紫廣門數次於夜晚派兵侵擾博多區的立花寺一帶，2月4日，道雪以家臣竹原藤內配合紹運以伏兵擊退廣門3百兵，斬獲甚多。2月17日，筑紫廣門又再攻岩屋城並放火，在守將屋山種速抵擋下紹運即時率寶滿城之兵將之擊退。
期間於3月1日，肥前國人筑紫廣門又出兵太宰府，道雪與紹運共同抵禦，此戰道雪之家臣立花統春作為先鋒立下一番槍，立花鎮實、安東連忠皆力戰有功，再次擊退筑紫軍勢。
據「石城遺聞」所收「博多某家記」於天正11年12月1日(「筑前志」載於11月11日)島津軍川上忠智率1千5百兵侵攻博多並放火，但遭大友軍擊退。

### 大友之雙璧
天正12年（1584年）2月8日，筑紫廣門以家臣假扮賣茶商人潛入岩屋城設置發火裝置，雖然岩屋城代屋山種速迅速作出對應，並且紹運也從寶滿城引兵來援，以今村五郎兵衛擊退了筑紫廣門的軍勢，但是岩屋城嚴重燒毀，隔日道雪派部隊幫忙紹運收拾火事現場。4月12日，筑紫廣門又率軍侵攻御笠郡，道雪與紹運反擊至筑紫家領地的武藏城下，道雪家臣吉田兼正、後藤連種、佐藤次郎三郎等率其部眾力戰衝鋒陷陣，紹運又分2千兵為三隊進行橫擊，筑紫軍戰敗退入城中。
3月，因龍造寺隆信於沖田畷之戰對上島津軍戰敗身死，大友家為此趁機出兵想奪回筑後，以宗麟次子大友親家、三子大友親盛率豐後大友軍7千人進攻筑後貓尾城的黑木實久，實久則聯合龍造寺軍共2千餘人在貓尾城與高牟礼城籠城抗戰，經過了一個月大友軍仍然無法攻落，大友家第二十二代當主大友義統為此要求道雪與高橋紹運出兵，兩軍於8月14日集結於寶滿城下的高雄山進行軍議，於18日夜間以紹運2千人為先陣、道雪3千人為後陣以強行軍的態勢從寶滿城下的吉木一地往筑後方向出發。
紹運在渡過筑後川擊滅秋月家武將芥田兵庫50餘人後（田主丸町・片瀨、惠利渡口・石垣表之戰）與道雪越過耳納連山及尚未整備道路的筑後鷹取山等極度曲折險峻的山路，以由布惟信為殿軍，在狹窄的山道途中又遭到伏兵以鐵砲狙擊，道雪也以弓、鐵砲反擊，此時紹運以擅長鐵砲狙擊的家臣市川平兵衛反狙擊令道雪脫離險境，但伏兵仍攻擊殿軍的由布惟信、立花統春、立花成家、立花家治、堀治、後藤連種、福有親久、吉田兼正、安倍親常等將殊死防守，道雪為此通知紹運而敲響回軍的鼓聲，此時軍師大橋京林出計策，先在坂道高處朗誦歌謠整軍列隊，然後出其不意的衝往下坡攻擊，敵兵遂因此逃去。19日傍晚因下大雨而於山上休整，道雪與紹運親自巡視慰勞全軍不休息至天亮，維持了士氣。兩軍從筑前到筑後約60公里的距離用僅約1日的時間，於20日到達了高牟礼城，道雪與紹運隨即寢返黑木家老樁原氏部，使其於24日開城，龍造寺援軍的土肥家實因此焚城撤退回佐賀。25日道雪和紹運攻降了黑木家同族的河崎重高(川崎鎮堯)所防守的犬尾城後於大籠山換陣整軍，此時筑後高良山座主・丹波良寛率法師武者大祝鏡山保真、大宮司宗崎孝直、上妻鎮政、甘木家長、社家稻員安守等加入大友軍。
28日道雪以一族的立花鎮實率8百別動隊從坂東寺經西牟田攻擊城島城，自鎮實以下竹迫鑑種、安倍親常奮勇作戰討殺多數敵兵燒毀外城郭，但城主西牟田家親、西牟田家和兄弟率3百城兵激烈抵抗守下本城。道雪與紹運則率本隊在酒見・榎津・小保等地進行放火燒村，又經過折地、古島、水田至柳河城下町，龍造寺軍固守無一人出戰。在燒毀附近城下町後，派高良山座主・良寬攻久留米城、安武城及草野氏燒毀其廬舍，到高良山與朽網鑑康等大友軍進行軍議，此時貓尾城已被孤立，在樁原氏部的內應工作下於9月1日(一說4日或5日)攻下了貓尾城，黑木實久自殺身亡，城交由大友家部將田北宗鉄接管守備。
8日，對山下城的蒲池鎮運進行勸降，期間道雪與紹運接受谷川城、邊春城、兼松城、山崎城等小城的投降，於9日的柳川表之戰中道雪家臣後藤連種討敵立功，10日又進一步焚燒瀨高、上庄、下庄、鷹尾至三池境界，11日接受鎮運開城投降以大友家部將宗像鎮續入城守備。緊接著轉陣於坂東寺與大友親家進行軍議，又放火燒西牟田、酒見、榎津附近的數百民家，又往山門郡進攻龍造寺方的諸城並拿下田尻鑑種的鷹尾城。接著展開對有名的堅城「柳川城」及其支城百武賢兼之妻百武圓久尼鎮守的蒲船津、百武城的攻略，但柳川城守將龍造寺家晴死守不出，於10月3日接受高良山大社座主丹波良寬之建議移陣至高良山，4日進攻草野鑑員、家清，草野父子棄竹井城聯合問註所鑑景固守發心岳城，28日，道雪紹運燒毀竹井城強攻發心岳城，其城踞險而築易守難攻，於是又轉攻星野吉實的鷹取城、星野城(山之中城)、福丸城，接著於11月14日攻破問註所鑑景、康純父子的井上城三之丸、二之丸，置兵扼敵出城，又將兵峰往北越過筑後川攻入秋月種實領地燒掠甘木、甘水、彌永等地，然後向南再掃討三潴郡諸城。一方面配合進攻秋月種實而進軍的大友親家敗於秋月軍，於是兩將暫時退回高良山會合朽網鑑康、志賀親守，於柳坂、北野一帶駐軍迎接過年。
期間於10月13日，和仁、邊春、三池等筑後、肥後國人棄龍造寺來降大友。

天正13年（1585年）1月21日，大友親家與朽網鑑康攻破秋月方的針目城捕獲其數名城將。2月上旬龍造寺家晴、鍋島直茂於柳川城率軍5千出戰佈陣於高良山南方的西牟田，北方則有秋月種實、長野鎮展、草野鎮永、城井鎮房、千手氏、星野氏、問註所氏等國人施加壓力，2月中旬龍造寺政家共集結3萬餘大軍近逼高良山，道雪與紹運加強戒備，並維持與肥後甲斐宗運商議阿蘇家持續從屬大友家。
4月8日，道雪與紹運進攻柳川擊破龍造寺軍，捕獲龍造寺新助等數人，又焚毀柳川、鷹尾二城之間的房舍進至海岸而還，10日又出兵焚盡柳川城、酒見城、榎津一帶的民家，竟然未見任何敵兵，於是又回軍高良山。道雪屢次要求主君大友義統親自出兵前線未果，義統僅於15日派出戶次統貞、戶次鎮連等4、5名大將率玖珠郡兵，19日到達高良山助陣。
龍造寺軍則於18日以後藤家信率筑紫廣門、波多親、高木左馬助8千人於筑後川壓迫。同日高良山座主良寬率僧兵擊破佔據久留米城及祇園原一帶的麟圭、龍造寺、筑紫聯合軍，抓獲50餘人。
此時豐後大友軍朽網鑑康率野上清四郎來援與道雪、紹運三大將共9千8百餘兵力分為兩軍對抗，以朽網鑑康一隊往西牟田壓制北方國人眾，道雪和紹運則於高良山西北方的筑後川和寶滿川交接處的小森野一地佈陣，紹運以家臣伊藤總右衛門、福田民部少輔5百兵為先鋒但不敵筑紫廣門、後藤家信等龍造寺軍的優勢兵力，紹運因此後退引誘，激戰之時紹運以其剛勇的家臣萩尾治種、成富左衛門1千5百騎從龍造寺軍側面筆直突入造成其勢虛弱，紹運又親自提槍突進奮戰，後藤、筑紫無法阻止軍勢崩壞兵卒竄逃，道雪3千兵則迂迴由北野村渡過筑後川從側面橫擊，並在十三部野一帶廣立軍旗，追擊敵兵至肥前鳥栖、千栗，討取187餘名戴甲武士。此戰為小森野之戰。
後大友軍以紹運率豐後日田、玖珠、國東、南部各郡2千兵以野上清四郎為先陣，在筑後川上游之一的筒川，沿川邊擺「長蛇之陣」後陣擺「雁行之陣」，又以朽網鑑康佈陣於高良山腹以「鳥雲之陣」(即鶴翼之陣的進階，形容如鳥群集散於雲層之間，為臨機應變的陣型)潛伏，而道雪率第二陣以小野鎮幸、由布惟信為首率京都鎮安、萩尾治種2千兵為「浮武者」(游擊兵，潛伏並見機突擊之奇兵)潛伏於野中村為後陣，且高良山座主丹波良寬也率法師武者大祝鏡山保真、大宮司宗崎孝直、社家稻員安守等7~8百兵力參陣於後備。
兩軍以足輕隊開戰，後紹運以200挺鐵砲橫一列猛烈射擊，龍造寺軍也從高良山左側出擊，於十三部野一地野上清四郎捨身碎骨奮勇突進立下一番槍，激戰之時紹運退後，挑釁引誘龍造寺軍追擊並三度反擊討取多人，同時第二陣小野鎮幸、由布惟信與後陣京都鎮安、萩尾治種又從側面突擊斷絕敵軍後路，紹運又將右翼的先陣兵力以長槍加入攻勢，此時先陣後陣的騎兵整齊一列軍势並進突擊，道雪更突馳追擊至敵本陣前的祇園原，龍造寺的騎馬武者多數陷於田地遂敗，損失283名戴甲武士。此戰為十三部野之戰。
4月23日，龍造寺家晴、筑紫廣門又率1萬6千餘後備兵力進攻高良山，於高良川沿堤防分五段軍勢。道雪、紹運、察知龍造寺軍的行動，與良寬、蒲池氏合併8千兵力佈陣於祇園原，並將兵力二分，於各處配置伏兵。
道雪此次親自為先陣大將，並配置由布惟信、十時惟由、十時連貞為先鋒，安東連忠、內田鎮家、竹迫連種、綿貫吉兼為後陣，高良山法師武者良寬等則隔軍配置做為後備。
道雪擺出約120~200挺鐵砲，只要敵軍一接近就只發射20~30發威嚇，而龍造寺軍約7~800挺鐵砲卻因此連發，由於龍造寺軍於山間擊出多發鐵砲造成煙霧瀰漫視界不良並且受回音干擾，道雪的鐵砲隊則因為控制得當沒有受到硝煙影響，而龍造寺軍卻在這不利的狀況憑其大軍猛烈突擊，先鋒的惟信、惟由、連貞遂趁此狀況進行突擊並偽退誘敵，一度將其先鋒擊退後，龍造寺軍交替後陣不知是計猛烈追擊、道雪也加入後陣安東連忠等兵力，兩軍進入激戰被形容有如萬雷震盪，此時道雪立起馬印吹起法螺貝大為鼓舞軍勢，下令分二隊以由布惟信、十時惟由、十時連貞、內田鎮家、竹迫連種從側面突擊，此時十時連秀、綿貫吉兼、後藤種任、野上清四郎等揮槍討取龍造寺方不少有功的武士，同時以「鳥雲之陣」潛伏已久的朽網鑑康也突然襲擊，龍造寺軍潰散直至中軍，龍造寺家晴、筑紫廣門無法控制敗勢，道雪追擊約2町距離後引退，而龍造寺軍又重整軍勢反擊之時，紹運和良寬之伏軍又從森林兩旁出現以弓、鐵砲猛烈攻擊，打擊了龍造寺軍反擊之軍心，使其受三方圍攻大敗。此為祇園原之戰。
以上小森野、十三部野、祇園原三戰統稱筑後久留米合戰(又稱為筒川合戰)是紹運與道雪引用《孫子兵法》的「奇正戰術」最為代表性的一次戰役，其戰績被評價可媲美孫子、吳子。

### 悲憤之退軍
兩軍在數戰中維持著膠著狀態，而九州南部的島津家卻在這時快速崛起，侵攻大友及龍造寺的領地，龍造寺不敵降服了島津家，筑前國人如秋月、原田等見狀也陸續歸屬島津家。
於6月頃立花道雪突然於陣中發病，紹運對這位如同父親一般的前輩除了迅速請來醫師看診外，每天日夜不離的照顧，並將軍隊從高良山下移至北野村。9月11日，道雪再對家臣說完壯烈的遺言後逝去，頓失支柱的大友軍只能撤退，這時紹運說了： 『如同喪失柺杖的老人和於無燈的闇夜中行走一樣，我等復興大業已不可成，心頭就像行屍走肉一般空虛...』
之後紹運擔任殿軍運送道雪遺體，敵對的士兵見狀並沒有攻擊，而是深深的對道雪這位徹頭徹尾忠心於大友家並且一生37場大合戰近百場小戰皆無敗的名將致敬。

### 三國小同盟
同年9月13日筑紫廣門趁著道雪新死之際出兵奪下了紹運的寶滿城，他於入夜後先以千手喜雲率3百人以和尚之姿入侵寶滿山，並於城中放火，然後再派家臣島田武藏於和久堂城、村山近江守於柴田城出陣，擊破了防守的高橋老臣伊藤源右衛門和花田加右衛門，最後高橋軍在家老屋山種速的奮戰下護送了城中的紹運之妻宋雲院和次男統增至岩屋城，而寶滿城則被廣門攻下。
此時豐臣秀吉在本能寺事變後迅速提高地位成為關白，大友宗麟見自家衰落而向秀吉臣服並希望能援救被島津家攻擊的自家。筑紫廣門此時風聞秀吉的九州征伐計畫，遂決定離反島津家而想以紹運之子統增娶廣門之女的方式和紹運談和，因為紹運之妻和廣門之妻是姊妹，兩家皆由衷希望同盟，紹運便以歸還寶滿城以及交換雙方家老、中老之子為人質答應這項和議，而紹運會答應的原因，無非不是因為多了一道防衛島津家的戰線。天正14年（1586年）2月，紹運次子高橋統增和廣門之女加禰姬結婚，至此，筑前呈現立花、高橋和筑紫的「三國小同盟」。
之後，紹運出兵往筑前博多西南方的早良郡，夜襲了鳥飼城，誅殺了原為大友方，先後叛變至龍造寺、島津方的鳥飼氏勝，遂使其一族滅亡。

### 岩屋城合戰
秋月種實見筑紫和高橋家的同盟後要求龍造寺及島津出兵攻擊，島津義久為此慎重考慮過後於6月令一族的島津忠長為總大將聯合肥筑豐三州國人約5萬人進攻筑前，7月6日，筑紫廣門遭受島津家接連攻陷居城更痛失弟弟筑紫晴門後不敵投降，之後紹運將主力兵集結於岩屋城，寶滿城則留下統增夫婦和筑紫家臣約6百餘人，不久紹運聽聞筑紫家臣因為廣門被島津家俘虜而呈現不穩的情勢，反覆在兩城之間調動兵力警戒守備，果然筑紫家臣挾持了統增夫婦，最後在高橋家臣伊藤源右衛門果斷的圍攻下平息了這場小亂事。
7月14日，島津軍五萬對岩屋城發動攻勢（即「岩屋城合戰」），紹運以763人相差了約50倍的兵力抵擋，每日不間斷的持續攻防...
《筑前續風土記》中記載：
|  | 終日終夜，槍聲都未有停息之時，士卒們在城中廝殺的呼喊聲於大地之間回盪。城中隨處都可能是決定生死的場所，一次次的進攻被擊退，生命在戰鬥中消失。 |

《北肥戰記》則記載：
|  | 遽聞此城不僅是重要據點，城主亦是無雙之大將，雖然經歷了數次戰鬥，但僅憑城內的少數兵力，就遠勝前來攻城的五萬大軍。 |

島津軍進攻了10日，不僅沒攻下敵砦還丟失了部分自軍兵砦，損失了許多兵士，島津忠長為此斷糧阻水，但是岩屋城的士兵仍然士氣高漲，並且負傷的高橋士兵其面對敵人的程度勝過了當時的島津士兵。之後島津軍替換生力軍攻擊，高橋將士才略顯疲態，終於在26日，島津軍攻破了岩屋城外圍進至二之丸和三之丸，此時高橋軍以大石大木和弓矢鐵砲攻擊島津軍，一時之間又遭受更大的損害。
忠長為此派出新納忠元為使者向紹運勸降，卻被紹運以忠言駁斥，其言語也受到島津士兵的喝采，忠元找不到話回覆，島津忠長遂決定於27日展開總攻擊
。

### 亂世之華
27日早朝約4~6時島津軍發動最後攻勢，紹運等高橋家臣雖然拼命的防戰，但是在踩踏著己方屍體蜂擁而至的島津軍面前，敗亡只是時間的問題了，殘存的士兵們在和紹運做了訣別後以遍體鱗傷之軀向敵軍發動了杜絕的逆襲，在本丸指揮的紹運，親自給負傷著敷藥以示鼓勵，並背誦佛經為亡者弔喪。這時候島津軍終於攻入了本丸，紹運手持大長刀帶領著旗本衝入敵軍陣中，斬殺了17人。紹運此時的奮戰之姿被記載在《西藩野史》中：
|  | 紹運雄略絕倫，領兵上陣，數次擊破薩軍攻勢、殺傷甚多。 |

面對紹運等人瘋狂的奮戰，畏怯的敵軍敗逃出了本丸，不過紹運身上也已經傷痕累累了，兵士們也只剩下最後的50餘人，多數也是有重傷在身。知道自己到了最後的時刻的紹運登上了本丸的最高處，在門檻上刻下辭世句後就切腹自殺了，享年39歲，時間是在下午5點左右。因紹運作為榜樣，殘存的武士們全體切腹殉死了，為紹運介錯的吉野左京亮也用同一把刀自盡。當為了奪取紹運頭顱而衝進本丸的島津將兵們，看到眼前這種壯烈場面都驚訝的的停止了脚步。
島津軍總大將島津忠長雖然與紹運敵對，但仍給他極高的稱讚，並用最高的軍禮執行首實檢。而且忠長還嘆息道： 『哎!這麼英勇的名將卻死在我的手裡，他的作戰就有如戰神之化身，其戰功及武勳在當今日本也是屈指可數！如果能和他成為朋友該是件多麼令人愉快的事情啊。弓矢可以取得人命，但我現在卻痛恨它們起來。』並在往後於紹運的墓上刻下讚詩：
一將功成冠九州
戰場血入染河流
殺人刀是活人劍

月白風高岩屋秋
島津軍在此戰因為紹運的死命防戰下，戰死的大將有27騎，死者則高達3千人之多，負傷者也有1千5百人。高橋軍還給予島津日向方面的援軍上井覺兼壞滅的打擊，並且曾在耳川之戰守住高城的勇將山田有信也被打的重傷昏迷，島津嫡系子弟也死傷慘重。
次年，用大軍降伏島津家的秀吉，在經過大宰府時讚嘆紹運主從的忠義，稱讚其為「亂世之華」並對他的陣亡感到十分可惜。

### 墓所、死後
紹運之子立花宗茂在封地柳河建了天叟寺，孫立花種次在封地三池修建紹運寺，紹運的家臣藤內重勝在太宰府修建了西正寺，用来祭祀紹運和在岩屋城陣亡的將兵們，岩屋城周邊也有紹運的墓所和將士的首塚，並有一塊石碑刻著"嗚呼壯烈岩屋城"。紹運法名「天叟寺殿性海紹運大居士」。
於天保6年(1835年）7月5日受贈神號「性海靈神」，於現今在福岡縣大牟田市有三笠神社，作為武勇之神受人民崇敬。

## 義將的忠言

### 逸事

#### 其一
鎮理在和道雪夜襲（立花）鑑載後，下屬只剩餘47人，而雜兵也只剩百餘人左右。其中食過飯的僅有八人，其他人皆餓著作戰。鎮理見狀說了：『我軍數千將士，力戰受傷但能生存下來的人，不管身份如何都是勇士。然而對人來說，死是一件大事。不過要是沒有力氣，拖著乏力之軀又如何能死得壯烈並留名於後世?』說畢鎮理把數個飯團各自分給兵士們，激勵了士氣。

#### 其二
鎮理的父親鑑理與大友家的重臣齊藤鎮實是好友。鑑理為了鞏固兩家的友好關係，因而決定讓鎮理迎娶鎮實之妹作為正室。而鎮理素聞鎮實之妹是個性情温和的優雅女性，所以就同意了這門婚事。但是鎮理常隨父兄轉戰各地，偶有碰到鎮實的時候鎮理就許諾在空閒時一定會登門迎娶。但是某次鎮實聞言卻反而提出解除婚約的要求。根據《常山記談》記載，鎮實說：『我妹妹先前得了天花之後，雖然有幸保住了生命，但她自覺容貌醜陋配不上您，因此想取消婚約』聽到鎮實的話鎮理反駁說：『這個要求我是絕對不會答應您的，齊藤家是以武勇而著稱的名族，因此我才願意迎娶的。而在下不是那種因美色而決定妻子的人，且貴殿之妹的心靈美難道就不是美女嗎?因此我所希望迎娶的是貴殿的妹妹，而不是貴家的美女，而且作為武士怎麼可以違背諾言呢。』鎮實因此而深受感動，不久之後鎮理就正式與鎮實之妹結為夫妻。

#### 其三
秋月種實趁大友家衰敗，企圖攻佔大宰府。種實雖是智勇兼備之人，但由於紹運是大友家的名將，種實自覺必須謹慎行事，因此而對紹運重臣北原鎮久暗中內通謀反，派使者傳達『我秋月家將奪取大宰府，請鎮久殿下於我出兵之時在城內放火燒城，如此一來，高橋紹運必定分身乏術而被我軍所滅！到時候岩屋城或寶滿城，將由您鎮守其一』鎮久常為見利忘義之輩，因此當下便決定謀反。然而紹運知道這件事後殺了鎮久，並對鎮久的兒子進士兵衛（北原種興）說『殺你父親實在是百般無奈，然而對此反叛之人不誅不行，現在令你為北原家當主，希望能洗刷你父的污名盡忠。』
之後，進士兵衛利用先前的內通之事，對種實說『因為父親內通一事被察知而亡，痛失父親的我即使是當主，也恨不得將其殺之復仇!』秋月種實聽後沒有懷疑，出兵五百進攻，然而進入高橋領內的蘆木山後，卻中了紹運的埋伏而敗戰，僅數十人逃回。

#### 其四
紹運長子統虎被送到立花家作養子前晚，紹運舉行宴會送行，給了跟隨自己多年的寶刀備前長光給予了統虎，並說：『啊，世事無常，說不定我紹運明天就會被人討取了。這把刀拿去把它隨身攜帶著。每次看到它的時候就要想到要孝順現在的養父母，要對主家盡忠，就象我先前所說的那樣要走上成為真正的武士之路。』之後又說：『今後我便不是你的父親了，在這戰國之世中，可能明日我與你養父戶次道雪便是敵人，到時候你必須作為先鋒將我討取，道雪公討厭優柔寡斷之人，要是你不願來與我對戰，絕不能回來岩屋城，那時就用此刀切腹吧！』入贅立花家的統虎改姓為立花，通稱為左近將監。
此外，日後紹運另外將其中一把愛刀・仁王三郎清綱贈給了次子統增。

#### 其五
天正14年（1586年）七月六日，島津軍招降了筑紫廣門。並接著招降紹運。
紹運回應說：『我已在家主大友宗麟推薦下成為關白秀吉殿下的家臣了，此兩城也歸為秀吉殿下之城了，所以我絕不能輕易交出城池，而城下的龍造寺、秋月等軍阿，長年與你們作戰，這次我定要做個了結，並且廣門已被你們所俘虜，若我也降服則豬狗不如，我將捨命與你們一戰!』
同時，立花宗茂派十時連貞為使者到岩屋城說：『島津的大軍已逼近此城，相比我方的兵力，對方可有五萬之多，並且此城缺地利，為此我傳來宗茂殿的話，希望在被包圍前一同前往立花山城守備才是兵法要理。』紹運對連貞說：『作戰不是以兵數決勝負的，而是靠著為將者的能力，雖然宗茂的話很對，但是我希望先作為立花城的防波堤爭取時間。
宗茂又再次派連貞說：『將兵力分散至岩屋、寶滿、立花三城並非良策，若於較為堅固的立花山城結合立花高橋兩軍的兵力敵軍將無法輕易攻落，請快點來此立花山城吧!』
紹運又回說：『若我在大軍逼近之際離開自己的城池逃走將會被後世恥笑!就算此城兵力甚少，但我軍團結一至，敵軍也不可能在數日內攻破。島津軍之驍勇雖如同鬼神，但我有信心能傷其3千之眾並拖延20日之久，到時島津再攻立花城也不會這麼順利的。到時靠著立花城之堅固和立花家的勇士，應該也能防住20餘日，那時秀吉公的援軍也應該到了，反擊才將有望，這些話就請連貞殿代我告訴宗茂吧！』
連貞聞言無語只得低下頭，這時高橋家的老臣屋山種速走上前來進言道：『主公應該聽取宗茂殿勸告，請迅速前往立花城吧。岩屋城現在由我作為城代才對，這裡是不會因為一個人的離開而停止防戰，我將與此城共存亡。』而紹運在聽完種速的話後留下了感動的眼淚。
他說：『這樣的忠勇象利刃一樣貫穿我紹運心魂。雖然多一個人戰死對島津北上不會有太大的影響，但我怎麼可能只顧著自己逃命而眼睜睜的看著你這樣的忠臣戰死殺場呢?』
十時連貞回到立花城，把紹運的話完全交代後，宗茂就派出20位壯士到岩屋城助守，他們在岩屋城陷落時都戰死，無一生還。
13日，豐臣家的軍監黑田孝高派遣的使者小林新兵衛進入岩屋城，向紹運進言勸其撤退到立花城。而紹運的回答是（前略）『事情到了這個地步我是不可能撤退至立花城的，我已有了在此城戰死的覺悟了。但是請傳達我對關白殿下的感激，我只能在地下報答他的好意了。而貴殿作為黒田殿的使者，既然能通過城外敵軍的包圍進來，那麼貴殿的安全應該是有保証的，另外還請告知敵人的布陣情況。』
作為武士的新兵衛非常欽佩紹運的覺定，打算作為志願兵参加籠城，不過紹運卻希望他完成使者的義務回去稟報，並派數人將新兵衛送出城去。
之後紹運招集城中將士，對所有人說：『此戰事由我為大友家盡忠而起，沒必要連累還有家室以及前途的各位，要是有人希望跟隨我一同爲主家盡忠的就留下來，其餘之人就請快收拾包袱逃走吧!』眾人聽聞皆憤慨流淚，並且沒有一人離開，最終都跟隨紹運為義壯烈身亡。
14日，島津軍開始攻擊岩屋城，雖然日夜狂攻，但由於岩屋兵士死守，攻方的死傷也十分多。16日，岩屋城的外廓淪陷，兵士退到三之丸及二之丸死守。此時，島津軍停戰，並派出新納忠元入城說項。
忠元說：『紹運公以小勢與我方力戰，堅守此城數日，並欲為主家犧牲之志，我方深感佩服，但紹運公如此的忠義之士，相比大友家逆反天理之道，破壞神社，惡行罄竹難書，原為六國守護的名族如今被國人離棄，連戰連敗，領地盡失，為何紹運公要對這喪仁棄義的大名盡忠呢?反觀我島津家政道嚴正，以信義納人，並期盼早一日平定亂事安定民生，故請紹運公如此為了武門意地而奮戰的勇士不要犧牲於此地，入我島津家發揮長才吧!』
紹運自稱麻生外記，到城邊回應說： 『閣下所言必向主公句句交代。但此時，就由我先把主人紹運公如何因為大友家盡義之由說給閣下聽吧!任何時代皆有盛衰，細想細川、尼子、大內、畠山、山名還有遠國的今川、武田等，皆在經過盛極之後衰退並滅亡，因此，我主紹運公豈能如閣下所言一般降服?
想我大友家早先跟隨賴朝公至先代宗麟公之時，曾任九州探題，當時的威盛可令九州各國屈服，雖然耳川之敗而走向今日之衰，不過代我大友家於九州繁盛的島津家將也在不久後遭受關白秀吉公的討伐，因此島津家之滅都只是時間的問題，而我主紹運公當然不會因為現在大友家的衰敗而拋家棄義，否則將受世人隔代的恥笑! 古人有詩言，常綠之松縱有千年之齡，亦終有枯倒之日，此乃世常也。人生，則有如等待陽光朝露般的夢幻之物也，只望永世殘存的乃武道之名，故決不能降服！』忠元聽到後，無話可答因而退去。
此後，島津又派莊嚴寺的住持・快心為使者再次勸降，說：『雖然紹運殿被大軍包圍扔奮力作戰傷我甚多，真天下無雙也。然我方士兵也於今日攻破此外城，雙方可說是相持不下，因此此時還是有和談的可能。我方素知紹運公與立花城的宗茂、寶滿城的統增為親子，若貴公能同意挑選一人到我方為人質，那麼將保證三人所領的領地。並且紹運公若臣從我方並為使者對大友家交涉降服的話，倆方定能和平相處無視過往交兵之恨，還能及時擊退秀吉軍隊追討至山陽、山陰道，故此望紹運殿能同意。』
紹運回應說：『縱使我投降，承繼道雪公遺風的宗茂定不言降。又宗茂以及義統公都願降，此真為奇蹟了，因此我去說服他們兩人一定得不到同意，我的面子也將盡失，此計劃根本無法成功。早兩、三年前你們要是能提出此事，或許還能成功，如今我與宗茂已決定拼死守城，面對大友家的衰落我等只能盡忠不能言降。 而我並無打算等到秀吉公的援軍，早已打算戰死此城，並且今春此地已為秀吉所領，我和宗茂都為豐臣家臣拜領朱印狀鎮守此地，面對你們的侵攻，假如我降服而違背義理而生，不如讓我盡忠一死，好留美名傳於世上。再著，你們島津家言說此仗為順應民心天理，卻攻擊我這毫無不義之舉之人，還接受如龍造寺、秋月這等見風轉舵之輩為臣，要是斬下他們的首級送來，那麼我當下便答應臣從島津家。』之後島津家當然無法接受紹運要求，對此和議不成而決定展開最後攻勢
。

#### 其六
知道自己到了最後時刻的紹運登上了本丸的最高處。一直跟隨著紹運的旗本吉野左京在此問紹運『要在城內放火麼?』紹運卻說：『那種事情沒有意義，為忠義而死就不要考慮身後的事情啊！如果他們見不到我紹運的屍體說不定會認為我趁亂逃走了呢，作為武士就想著會有曝屍戰場的一天，要有自己的首級被別人取走的覺悟』紹運說完就切腹自殺了....

#### 其七
紹運在岩屋城之戰抵擋島津軍時，面對爬上城壁的敵兵除了投落大石、大木來做攻擊外，也應用了立花高橋軍的武士使用的「投槍戰法」。當時長槍並不夠使用，因此紹運收集竹子並將竹頭削尖，和一眾家臣將其投出作戰，使得島津士兵常有5~6人被一支竹槍串刺而死。戰後，岩屋城當地的居民感念紹運和高橋家將士的忠勇，當中有一位商人因此製作了以竹籤串刺5~6個團子的「島津串刺團子」，還於當地開了一間叫做「關屋」的店來販賣，於明治中期成為名產熱賣。

### 人物評
- 大友義統在謁見秀吉時，說：『我大友家代代為九州之探題。最近之八、九年，龍造寺、秋月叛我，肆無忌憚。其他的武將皆朝秦暮楚，反覆無常，只是無節操之鼠輩。幸有戶次鑑連、高橋鎮種兩位忠勇重義之士，乃足可信賴之人也。在下認為可召他們二人為殿下之家臣。』不久後，秀吉就下達了家臣的朱印狀，正式收戶次鑑連、高橋鎮種為家臣[206]。
- 因為紹運年少在家中便是為人稱道，曾有人說：『此人乃度量寬大、高義真實之士，將來必定是成為英雄之人』[222]
- 紹運死戰是因為飽受大友家恩惠的緣故，而其他人都是被他的忠義所感化，沒有一個人做出違背忠義之事《筑前國續風土記》
- 具備賢德之外，與一眾凡人不同，有著極高的器量和仁義《高橋紹運記》
- 路易斯·弗洛伊斯（ルイス・フロイス）在回報本國的報告書中記錄著紹運為‘稀代的名將’

## 家臣團
- 北原鎮久（北原能登守、伊賀守）
- 北原種興（北原攝津守、進士兵衛。鎮久之子）
- 屋山種速（屋山中務少輔、三介。今村宗嘉之子）
- 屋山太郎次郎（種速之子）
- 伊藤兵部少輔
- 伊藤惣右衛門
- 伊藤貞恒（伊藤源右衛門）
- 伊藤八郎
- 伊藤外記
- 福田因幡入道
- 福田民部少輔
- 村山志摩守
- 村山日向守
- 村山刑部
- 今村宗嘉（今村美作入道、初代五郎兵衛）
- 今村基秀（二代目今村五郎兵衛。宗嘉之子）
- 花田加右衛門
- 三原紹心（三原新五郎親種、右衛門大夫鑑種、和泉守種栄、昌林紹山、和泉入道紹心、紹忍）
- 三原宗休（三原右衛門大夫重種、民部少輔宗琢、清右衛門種宗。紹心之子）
- 三原種久（三原兵部少輔種連、山城守種徳。宗休の子）
- 有馬伊賀守
- 成富左衛門
- 萩尾治種（萩尾遠江守、大学助麟可、初名為伊東大内蔵繁連。萩尾の歴史 （页面存档备份，存于））
- 萩尾繁種（二代目萩尾大学助。治種之子）
- 関善虎
- 関内記（善虎之次男）
- 谷川鎮実（谷川大膳、立心）
- 弓削了意（弓削平内）
- 藤内重勝（藤内左衛門）
- 土岐大隅守
- 荒川隱岐守
- 太田惟久（太田民部允）
- 太田成方（太田久作。惟久之子）
- 世戶口政真（瀬戶口十兵衛、紹兵衛）
- 竈門鎮意（竈門勘解由允、高橋越前守）
- 柴田小左右衛門

## 資料來源
1. 『筑後国史 : 原名・筑後将士軍談. 上巻』 （页面存档备份，存于）
2. 岡茂政、光行照太、藤丸満，《柳川史話（第１巻　人物篇其の１）》，福岡県文化会館，１９６９
3. 古賀敏夫，《戸次道雪・高橋紹運（長編歴史物語戦国武将シリーズ）》，古賀敏夫，１９７４
4. 中村正夫，《立花宗茂（他一編）》，メイン・スタンプ，１９９４：17頁~38頁
5. 西津弘美，《戦国挽歌高橋紹運》，叢文社，１９９７年
6. 吉永正春，《九州戦国の武将たち》，海鳥社，２００１：95頁~105頁 ISBN 4874153216
7. 吉永正春，《筑前戦国争乱》，海鳥社，２００２：197頁~231頁 ISBN 4874153372

## 外部連結
- 三笠神社，存于
- 立花家十七代が語る立花宗茂と柳川 （页面存档备份，存于）
- 九国武将傳～◇紹運無双◆